# 塞尔谱序列
在数学中，塞尔谱序列（Serre spectral sequence），有时为了纪念让·勒雷早先的工作称为勒雷-塞尔谱序列（Leray-Serre spectral sequence），是代数拓扑学中的基本工具。它用同调代数的语言将一个（塞尔）纤维化的全空间 E 的奇异（上）同调表示为底空间 B 和纤维 F 的（上）同调。此结论属于让-皮埃尔·塞尔的博士论文。

## 表述
令 {\displaystyle f:E\rightarrow B} 是拓扑空间的一个塞尔纤维化，F 是其纤维。结论用谱序列和标准记号表示。在没有简化假设时，记号必须正确地理解。

## 上同调谱序列
塞尔上同调谱序列为：
E2pq = Hp(B, Hq(F)) {\displaystyle \Rightarrow } Hp+q(E).
这里，至少在标准简化条件下，E2-项中的系数群是 F 的第 q 个整上同调群，外面的群是 B 的系数取值于这个群的奇异上同调。
严格地说，这表示关于 B 上由不同的纤维的上同调给出的局部系数系统的上同调。如果假设，B 是单连通，便退化为通常的上同调。对一个道路连通底空间，所有不同的纤维是同伦等价的。特别的，它们的同调是同构的，所以纤维的选取没有歧义。
收敛项表示整个空间的整上同调。 
其中有乘法结构
{\displaystyle E_{r}^{p,q}\times E_{r}^{s,t}\to E_{r}^{p+s,q+t},}
在 E2-项上与 qs-倍上积重合，且关于乘法结构，dr 是（分次）导子，由 Er-页的乘法结构诱导了 Er-页的乘法结构。

## 同调谱序列
类似于上同调谱序列，有同调谱序列：
E2pq = Hp(B, Hq(F)) {\displaystyle \Rightarrow } Hp+q(E),
这里的记号与上一节对偶。
这事实上是更一般的单纯集的纤维化的塞尔谱序列的一个特例。如果 f 是一个单纯集的纤维化（一个阚纤维化（Kan fibration）），使得 {\displaystyle \pi _{1}(B)}，单纯集 B 的第一同伦群，消失，则有正好和上面一样的谱序列。（利用将任何拓扑空间的单纯形相伴为一个拓扑空间的纤维化的函子，我们得到上面的序列）。